# Ernest Chuard

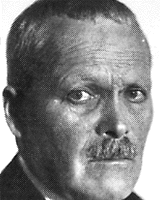
Ernest Chuard

Ernest Chuard (ur. 31 lipca 1857, zm. 9 listopada 1942) – szwajcarski polityk, członek Rady Związkowej od 11 grudnia 1919 do 31 grudnia 1928. Kierował departamentem spraw wewnętrznych (1920-1928).
Był członkiem Radykalno-Demokratycznej Partii Szwajcarii.
Pełnił także funkcje wiceprezydenta (1923) i prezydenta (1924) Konfederacji.